# Foot Ball Club di Roma 1926-1927
Questa pagina raccoglie le informazioni riguardanti il Foot Ball Club di Roma nelle competizioni ufficiali della stagione 1926-1927.

## Divise
La divisa del Roman era costituita da maglia rossa con colletto a polo e bordi manica gialli, pantaloncini bianchi e calzettoni rossi con dettagli gialli. I portieri indossavano una maglia con colletto a polo gialla, pantaloncini bianchi e calzettoni gialli.
| Casa     | \| Portiere \| |
| Portiere |                |

## Rosa
Di seguito la rosa:
| N. |                   | Ruolo | Calciatore      |
| -- | ----------------- | ----- | --------------- |
|    | Italia (bandiera) | P     | Bollini         |
|    | Italia (bandiera) | P     | Benzi           |
|    | Italia (bandiera) | D     | Contadini       |
|    | Italia (bandiera) | D     | Liberi          |
|    | Italia (bandiera) | D     | Giovanni Nebbia |
|    | Italia (bandiera) | C     | Giorgio Carpi   |
|    | Italia (bandiera) | C     | Evangelisti     |
|    | Italia (bandiera) | C     | Fosso           |
|    | Italia (bandiera) | C     | Isnaldi         |

| N. |                     | Ruolo | Calciatore        |
| -- | ------------------- | ----- | ----------------- |
|    | Ungheria (bandiera) | A     | Andreani          |
|    | Ungheria (bandiera) | A     | Beniamini         |
|    | Ungheria (bandiera) | A     | Bocchini          |
|    | Italia (bandiera)   | A     | Bonichi           |
|    | Ungheria (bandiera) | A     | Bussi             |
|    | Ungheria (bandiera) | A     | Chiocchini        |
|    | Italia (bandiera)   | A     | Antonio Maddaluno |
|    | Italia (bandiera)   | A     | Orlandi           |